# Jixian
För andra betydelser, se Jixian (olika betydelser).
Jixian är ett härad som lyder under Shuangyashans stad på prefekturnivå i Heilongjiang-provinsen i nordöstra Kina.